# Morges (Fluss)
Die Morges ist ein rund 14 km langer Zufluss des Genfersees im Kanton Waadt der Schweiz. Sie entwässert einen Abschnitt des Waadtländer Mittellandes und gehört zum Einzugsgebiet der Rhone. Der Name ist vom altfranzösischen Wort morge (Grenzfluss) abgeleitet. Sie ist nicht zu verwechseln mit der Morge, die an der Grenze zwischen der Schweiz und Frankreich in den Genfersee mündet.
Das Quellgebiet der Morges befindet sich auf rund 640 m ü. M. am Rand des Jurafussplateaus auf der Flur Le Marais zwischen dem Dorf Apples und dem nördlich angrenzenden Waldgebiet Bois de Saint-Pierre. Als kleines Rinnsal fliesst die Morges zunächst rund 3 km nach Nordosten, bis sie bei Cottens (VD) auf 566 m ü. M. ein Tal erreicht. Hier mündet von links der Combagnou, der im ausgedehnten Bois de Fermens auf dem Jurafussplateau entspringt und bis hierher bereits eine Wegstrecke von 5,5 km zurückgelegt hat. Der Combagnou führt meist mehr Wasser als die Morges.
Die Morges wendet sich nun in einem scharfen Knick nach Süden. Sie fliesst nun durch eine breite Mulde und erreicht unterhalb von Apples einen weiten Talkessel, in dem von rechts mit dem Curbit der zweite erwähnenswerte Nebenbach mündet. Unterhalb dieses Zusammenflusses nimmt die Morges eine südöstliche Fliessrichtung an und durchquert die umgebenden Plateaus in einem rund 50 bis 70 m tiefen Erosionstal. Anschliessend erreicht sie den flachen Uferrandstreifen des Genfersees und mündet westlich der Altstadt von Morges beim Schloss in den See.
Mit Ausnahme des Abschnitts des Unterlaufs im Siedlungsgebiet von Morges ist der Bachlauf weitgehend in naturnahem, teilweise auch in natürlichem Zustand erhalten.
Im Jahre 1897 wurde in Erdschichten, die von der Morges im Lauf der Zeit auf dem Schwemmkegel bei der Mündung in den Genfersee abgelagert worden waren, der Backenzahn eines Flusspferdes (Hippopotamus pentlandi) gefunden, das während des Pleistozäns vor rund 1,8 Millionen Jahren gelebt hatte. Das Fundstück ist heute im Musée cantonal de géologie in Lausanne ausgestellt.